# ديانا ماريا ريفا
 ديانا-ماريا ريفا (بالإنجليزية: Diana-Maria Riva)‏ (ولدت ديانا ماريا أولنبروك ؛ 22 يوليو 1969) ممثلة أمريكية عرفت دورها في فيلم ما تريده النساء (2000)، فيلم 17 مرة أخرى (2009). شاركت كضيفة شرف فيعدة ملسلسلات منها جريمة قتل واحدة، الملفات الغامضة، - شرطة نيويورك الزرقاء، الجميع يحب رايموند، و مسلسل سي اس آي: التحقيق في موقع الجريمة.

## نشأتها
ولدت 22 يوليو 1969 في مدينة سينسيناتي بولاية أوهايو، الولايات المتحدة الأمريكية تخرجت جامعة سينسيناتي، عام 1993.

## روابط خارجية
- ديانا ماريا ريفا على موقع IMDb (الإنجليزية)
- ديانا ماريا ريفا على موقع ألو سيني (الفرنسية)
- ديانا ماريا ريفا على موقع أول موفي (الإنجليزية)
- ديانا ماريا ريفا على موقع قاعدة بيانات الأفلام السويدية (السويدية)
- ديانا ماريا ريفا على موقع قاعدة بيانات الفيلم (الإنجليزية)
- ديانا ماريا ريفا على موقع كينوبويسك (الروسية)
- AllMovie entry
- dianamariariva، وDianaMariaRivaعلى تويتر.